# خنزير (فلم)
خنزير (بالإنجليزية: Pig) هو فيلم دراما أمريكي من إخراج مايكل سارنوسكي وبطولة نيكولاس كيج، أليكس وولف وآدم أركين، صدر الفيلم في 16 يوليو 2021.

## نبذة
تدور أحداث الفيلم حول صياد يتوجب عليه أن يعيش بمفرده في برية أوريغن ومن ثم العودة إلى ماضيه في بورتلاند، وذلك بحثًا عن خنزيره الذي أختطف.